# Фиеста
Фие́ста (читается [фиэ́ста], исп. fiesta [ˈfjesta]) — традиционный народный праздник, проводимый в странах Латинской Америки и Испании.
Распространён также в других странах Средиземноморья, в первую очередь в регионах Старой Романии и среди латиноамериканских диаспор по всему миру, в среде крупной латиноамериканской общины США. Аналогом фиесты в России и странах СНГ являются так называемые народные гулянья. В русскоязычном мире слово фиеста употребляется как экзотизм, а также в ироничном контексте.

## Происхождение
Фиеста — типично средиземноморское понятие, зародившееся ещё во времена Римской империи. Латинское слово festa означало народное гуляние, в котором участвовали жители общины или городского квартала. В отличие от русских гуляний, фиесты очень часто проводятся вечером или ночью, когда спадает дневная жара, и часто продолжаются до утра. При этом иногда фиесты проводились и днём, например, перед боями с животными, перед корридой и проч. В современных романских языках понятие фиеста и производные от него ит. и порт. festa и франц. fête употребляется по отношению к любой вечеринке или застолью.

## Проведение
В Латинской Америке и Испании фиесты наиболее колоритны. Они часто сопровождаются маскарадами, разного рода шествиями и парадами, превращающимися в карнавал, фейерверками и подсветкой, танцами, традиционной музыкой ранчера и другими ритмами, дискотеками, застольем, играми с пиньятой.